# Handsfree
Handsfree (Nederlands: handenvrij) is een Engelstalige term die aanduidt dat een apparaat te bedienen is, zonder gebruik van de handen. Het wordt meestal gebruikt in de zin van mobiele telefonie in de auto. De tegenhanger is handheld, waarbij een apparaat in de hand gehouden wordt tijdens het bedienen.

## Handsfree bellen in het verkeer

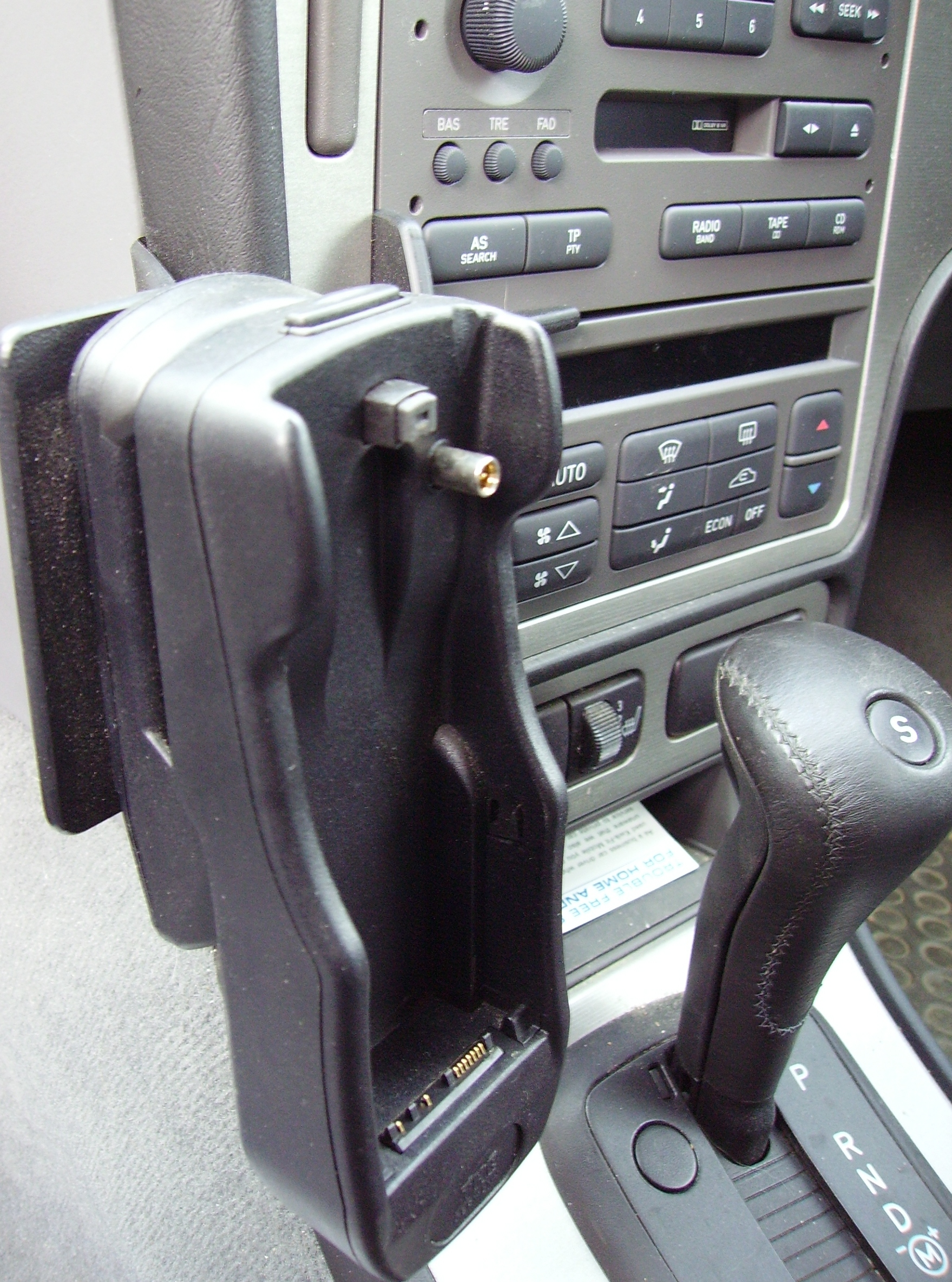
Carkit (zonder telefoon) in een Saab

Met de opkomst van de mobiele telefonie bleek dat een toenemend aantal verkeersongevallen gebeurden waarbij een partij gebruik maakte van de mobiele telefoon. Dit werd geweten aan het feit dat veel mensen de mobiele telefoon tijdens het autorijden tegen hun oor houden, waardoor slechts een hand overblijft voor de bediening van het voertuig.
In 2005 vielen in Nederland ongeveer 400 slachtoffers, waarvan 40 dodelijke, bij ongevallen in het verkeer waar een mobiele telefoon bij betrokken was.

### Auto
In verschillende landen werd een verbod ingesteld op het "niet-handsfree bellen in de auto". In Nederland gebeurde dit in maart 2002. In feite is het verboden als bestuurder van een motorvoertuig een mobiele telefoon in de hand of tegen het oor te houden als het voertuig rijdt. Dit houdt in dat ook bellen in de file of het sturen van berichten via bijvoorbeeld SMS of WhatsApp  verboden is. De boete in Nederland werd oorspronkelijk gesteld op €140, toen ongeveer de kosten van een professionele carkit. In België is de boete €100.
In 2019 bedroeg de boete voor "handheldbellen" in Nederland €240.
Het is wel toegestaan om in de auto te bellen op een manier waarop de telefoon niet in de hand gehouden hoeft te worden. Dit kan op een aantal manieren:
- met een ingebouwde autotelefoon,
- met een carkit, waarbij de telefoon in een houder geplaatst wordt en het geluid van de telefoon over de geluidsinstallatie in de auto geleid wordt,
- met de handsfree-functie van de mobiele telefoon, waarbij de interne luidspreker van de telefoon gebruikt wordt; het geluid hiervan is meestal van mindere kwaliteit dan met een carkit.
- met een "oortje", een koptelefoon en microfoon die met een draad of draadloos (via bluetooth) aan de telefoon gekoppeld is.

Met al deze manieren moet tijdens het kiezen van een nummer de telefoon nog steeds aangeraakt worden. In feite is ook dit verboden. Uit jurisprudentie blijkt dat rechters de term 'vasthouden' op dit gebied ruim interpreteren, het aanraken van een handsfree-toestel is niet toegestaan.
In Frankrijk is niet-handsfree bellen eveneens verboden, maar daar mag sinds 1 juli 2015 ook niet meer met een hoofdtelefoon of oortje gebeld worden tijdens het besturen van de auto.
In Slowakije is het geheel verboden mobiel te bellen in de auto.

### Fiets
In Nederland is het op de fiets verboden om handheld te bellen; hier werd door demissionair minister Karla Peijs van Verkeer onderzoek naar gedaan. Sinds 1 juli 2019 kan dit beboet worden. Het is fietsers verboden om mobiele elektronische apparaten voor communicatie- en informatieverwerking vast te houden. Hier vallen ook muziekspelers onder. Stilstaande fietsers worden niet beboet. De wet geldt ook voor gehandicaptenvoertuigen en trambestuurders.
Ook in België is het gebruiken van een gsm op de fiets verboden. Volgens artikel 2.12 van de Wegcode zijn fietsers namelijk ook bestuurders en kan een fiets worden gekwalificeerd als een voertuig volgens artikel 2.13 Wegcode. Artikel 8.4 Wegcode stelt vervolgens dat bestuurders geen gebruik mogen maken van een gsm die ze in de hand houden. Het Hof van Cassatie heeft in een arrest van 14 januari 2020 geoordeeld dat het louter feit van het in de hand houden van een gsm volstaat om artikel 8.4 te overtreden en dat het proces-verbaal dat de inbreuk vaststelt niet specifiek moet vermelden over welk gebruik het precies ging (het louter in de hand hebben volstaat).

## Kritiek en feiten
Uit onderzoek van onder andere de SWOV blijkt dat handsfree bellen niet veel veiliger is dan handheld bellen. SWOV stelt dat de aandacht van de bestuurder wordt afgeleid door het gesprek, meer dan het spreken met een passagier of luisteren naar de radio. Het al dan niet in de hand houden vergt weinig extra aandacht. Zij pleiten voor meer onderzoek en het baseren van wetgeving op dit onderzoek; andere organisaties pleiten voor het geheel verbieden van mobiel bellen in de auto.
Enkele bedrijven nemen het voortouw hierin en hebben in gedragscodes voor hun personeel het bellen in de auto geheel verboden; bij sommige bedrijven in werktijd, bij andere geheel.
In Nederland zijn sinds de invoering van het verbod op handheld bellen zo'n miljoen boetes uitgevaardigd voor het overtreden van dit verbod.
Artikel 61a van het Reglement verkeersregels en verkeerstekens 1990 (RVV 1990) luidt: Het is degene die een motorvoertuig, bromfiets, snorfiets of gehandicaptenvoertuig dat is uitgerust met een motor bestuurt verboden tijdens het rijden een mobiele telefoon vast te houden.